# Dundee (bateau)

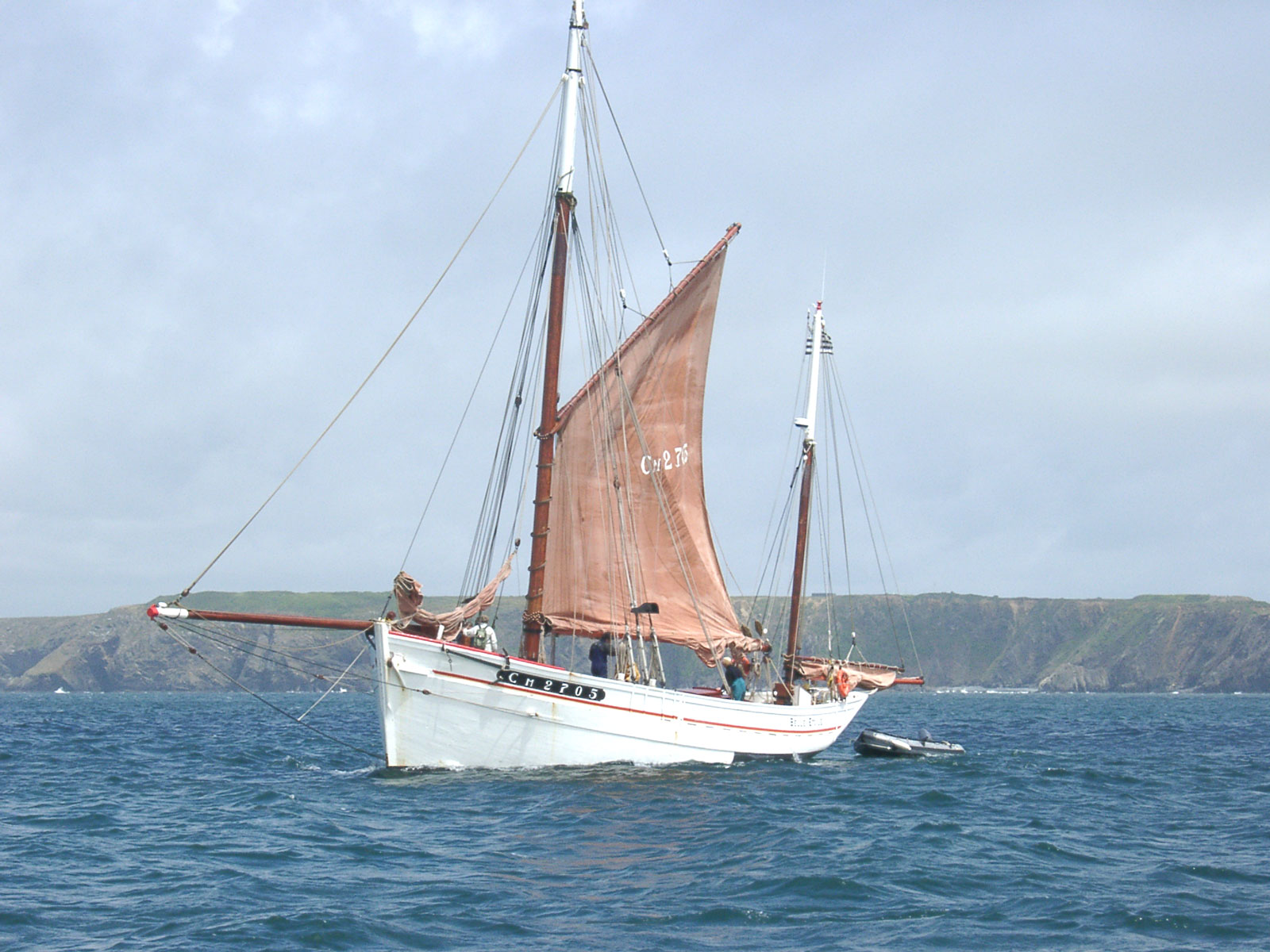
La Belle-Étoile, réplique d'un dundee langoustier de Camaret de 18 mètres

Pour les articles homonymes, voir Dundee (homonymie).

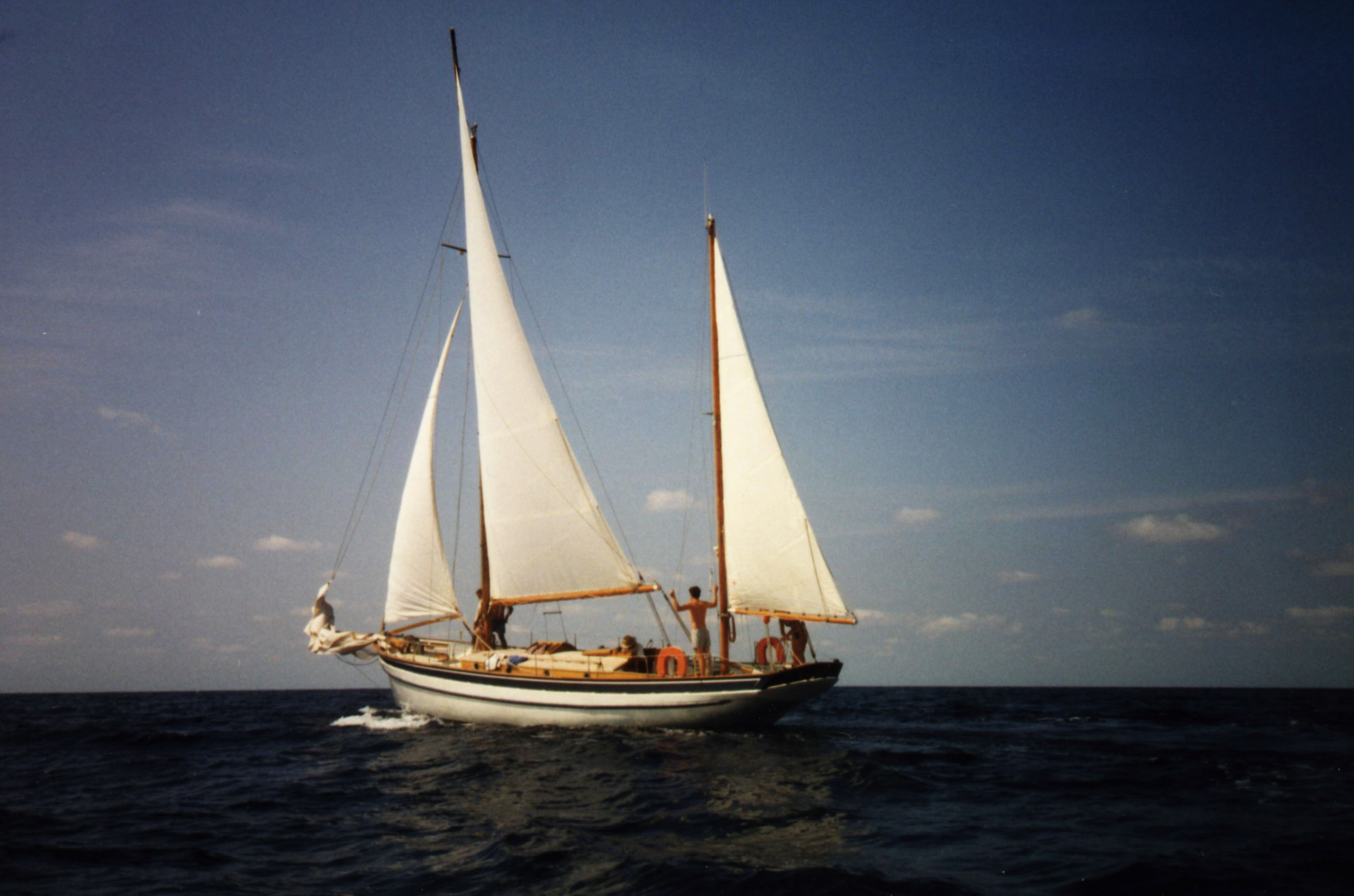
Le Sétis dundee aux Sables-d'Olonne en 1940

Dundee ou dundée (prononcer « dindé ») est un bateau de travail à voile gréé en yawl, utilisé à la fin du XIXe siècle et au début du XXe siècle  en Manche pour la pêche au hareng au filet dérivant, de Groix à Camaret pour la pêche au thon à la traîne, et en Mauritanie pour la pêche à la langouste et le chalutage d'hiver.

## Dundée harenguier
Le dundée harenguier a été conçu pour pêcher des harengs dans un long filet dérivant. Au milieu des années 1960, les captures ayant fortement diminué, la flotte de harenguiers disparut.
Le gréement comprend un grand mât doté d'un mât de flèche et un mât de malet. Le premier peut être couché pendant la pêche qui se fait à la dérive (d'où l'autre nom de drifter).

## Dundée thonier et langoustier

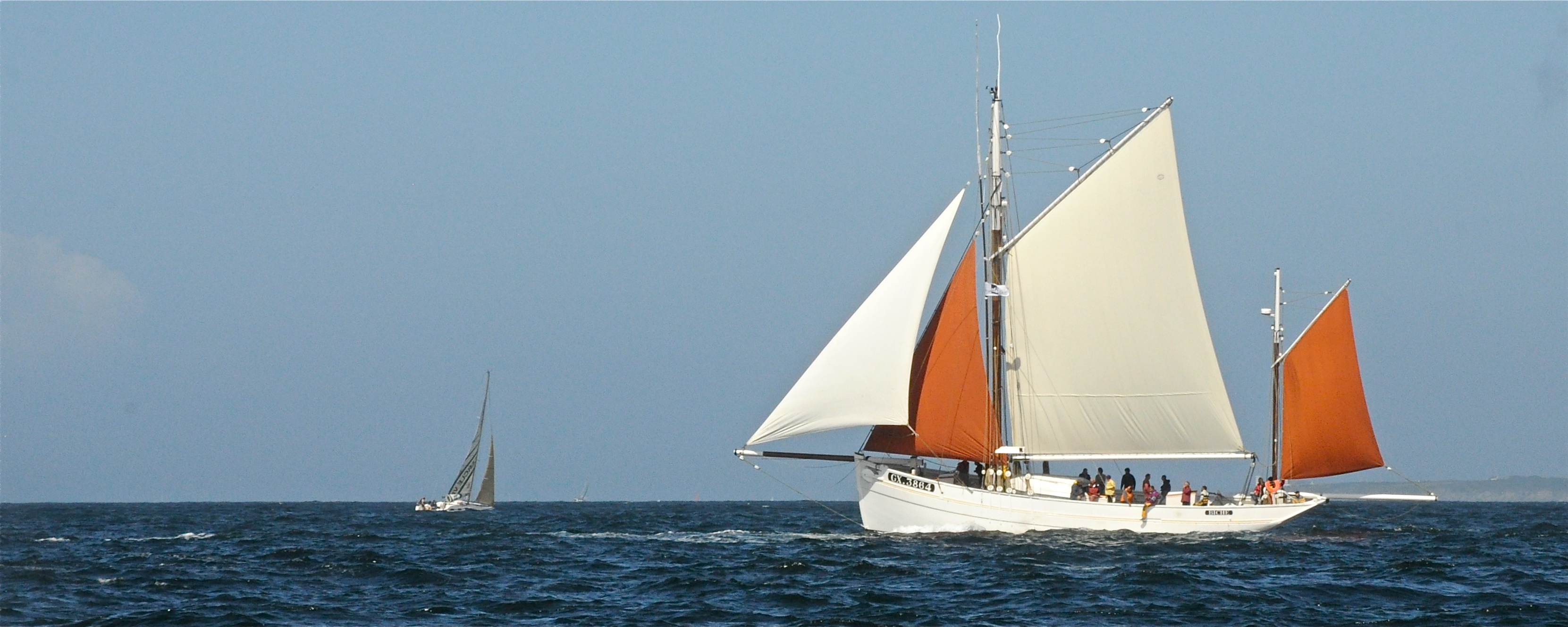
Le Biche, dernier thonier-dundee de l'île de Groix

Selon Hervé Gloux, le dundee fut inventé en août 1883 par Pierre Baron, le patron de la chaloupe Jeune Sidonie qui chavira et démâta dans le Raz de Sein. « Fort de cette tragique expérience, Baron conçut alors l'idée de transformer sa chaloupe en un bateau plus maniable et « nageant » mieux. » Le nouveau gréement s'imposa rapidement dans la flottille et provoqua une évolution des coques qui passèrent d'environ 8 à 10 tonneaux à 30 ou 35 tonneaux et jusqu'à 60 tonneaux à Groix. 
Les dundées étaient construits aux Sables-d'Olonne, qui produisait les coques les plus légères, les plus rapides et meilleur marché, et dans plusieurs ports bretons (Concarneau, Douarnenez, Pont-Lorois, Lorient, Camaret) qui produisaient des bateaux plus lourds et plus solides comme thonier et langoustier.
La coque était initialement pourvue d'une voûte longue et basse qui donnait une flottaison et donc une vitesse plus grande pour une longueur de quille et donc un prix identique. En 1930 toutefois une tempête décima la flottille : de nombreux dundees coulèrent corps et biens, submergés par l'arrière trop bas ou la voûte disloquée par les vagues. Un nouveau type d'arrière, dit en « cul de poule » ou « canoë », fut alors mis au point pour rendre le bateau plus marin et permettre l'installation des premiers moteurs, qui allaient à leur tour entraîner la réduction puis la disparition du gréement.
Ce bateau est gréé comme un cotre à tapecul, dont le grand-mât est toujours à pible (c’est-à-dire fait d'une seule pièce). La grand-voile est une voile à corne qui peut être surmontée par un flèche.
La caractéristique principale du dundée, qui le différencie des autres cotres à tape-cul, est la présence d'une queue de malet, héritage de la chaloupe de Pierre Baron, en lieu et place d'une bôme pivotant autour du mât, pour régler l'écoute de voile arrière.